# Марксистка икономическа теория
Марксическата икономика, марксическата политическа икономика или марксическата икономическа теория са икономическите теории върху функционирането на капитализма, базирани на работите на Карл Маркс. Поддръжниците на марксическата икономика, особено в академията, я разграничават от марксизма като политическа идеология и социологическа теория, твърдейки, че подходът на Маркс към разбирането на икономиката е интелектуално независим от неговата защита на революционния социализъм и неговата вяра в пролетарската революция . От друга страна, няма как да се отрича причинно-следствената връзка между марксическата икономическа теория и марксизма, понеже като идеология същият представя един цялостен светоглед – най-вече в сферата на политическата икономия. Поддръжниците на марксическата икономика смятат икономическите теории на Маркс за основа на една пълна с възможности интелектуална рамка и за алтернатива на много по-конвенционалната неокласическа икономика. В същото време те не базират своя анализ изключително и само върху работите на Маркс и/или другите известни марксисти, но използват широк обхват от марксистки и дори не-марксистки източници.

## Отзивът на Маркс към класическата икономика
Икономиката на Маркс започва с работата на най-добре известните икономисти за тогава, а именно британските класически икономисти, сред тях Адам Смит, Томас Малтус и Давид Рикардо.
Смит в Богатството на народите твърди, че най-важната характеристика на пазарната икономика е, че тя позволява бърз растеж на продуктивните възможности. Смит твърди, че растящият пазар стимулира по-голямо „разделение на труда“ (тоест специализацията на бизнеси и работещи) и това, на свой ред, води до по-голяма продуктивност. Макар че Смит като цяло казва малко за работниците, той все пак отбелязва, че това задълбочаване на разделението на труда може в някакъв момент да доведе до вреда за онези, чиито работи стават все по-тясно и по-тясно специализирани. Но смит поддържа, че лесе-фер икономиката естествено ще се самокоригира с времето.
Маркс следва Смит като твърди, че най-съществената (и вероятно единствена) полза като икономическо следствие от капитализма е бързият растеж в продуктивните възможности. Маркс обаче предполага, че с по-голямата продуктивност на капитализма работниците ще бъдат ощетени и тази продуктивност в крайна сметка ще им причини вреда.